# Dreifaltigkeitskirche (Berlin)

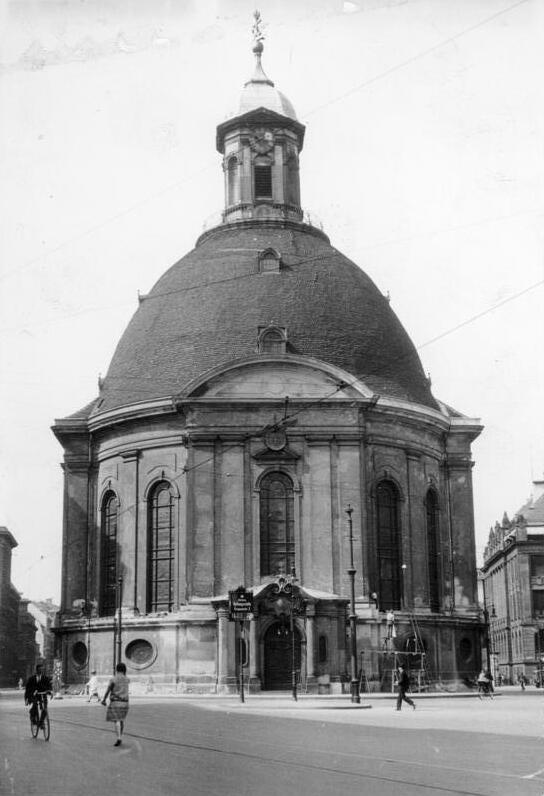
Dreifaltigkeitskirche, 1930

Die Dreifaltigkeitskirche war eine evangelische Kirche in der Friedrichstadt. Friedrich Wilhelm I. hatte entschieden, dass das Gotteshaus beiden in Berlin vertretenen protestantischen Konfessionen dienen sollte, den Lutheranern und den Reformierten. Sie war somit eine Simultankirche in Berlin.
Nach starker Beschädigung im Zweiten Weltkrieg wurde sie gesprengt. Heute gehört dieser Teil der Friedrichstadt zum Berliner Ortsteil Mitte im gleichnamigen Bezirk und zum Kirchenkreis Berlin Stadtmitte.

## Lage und Umgebung

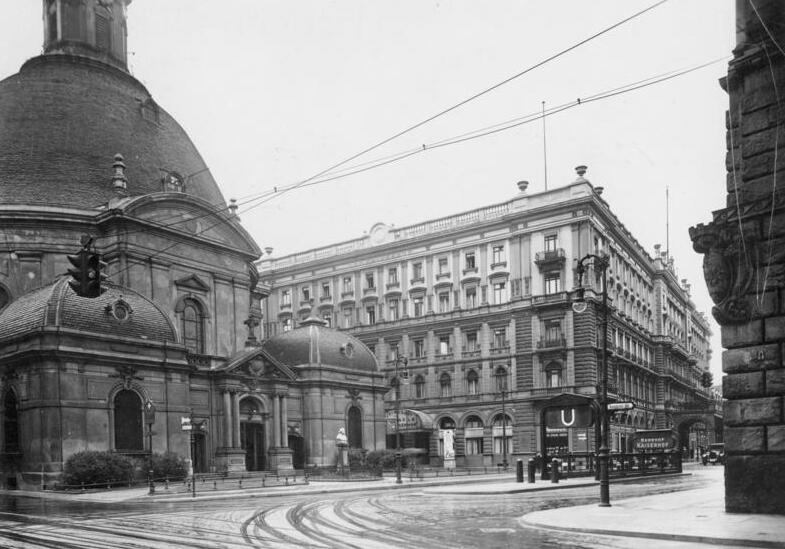
Blick aus der Mohrenstraße nach Westen auf den Zietenplatz mit dem Hotel Kaiserhof im Hintergrund, 1931

Die Kirche befand sich auf einem dreieckigen Areal an der Zusammenführung von Mauer- und Kanonierstraße (seit 1951: Glinkastraße) auf der südlichen Seite der Mohrenstraße in unmittelbarer Nachbarschaft von Zietenplatz und dem im Zweiten Weltkrieg zerstörten Hotel Kaiserhof. Ein Teil des Grundstücks der zerstörten Dreifaltigkeitskirche gehört heute zum Gelände der nordkoreanischen Botschaft. Östlich davor ist an der Glinkastraße der Grundriss des früheren Kirchenbauwerks durch farbige Steine im Pflaster angedeutet. Drei als Wohn- und Gemeindehäuser genutzte Pfarrhäuser wurden im Bereich Glinkastraße/Taubenstraße errichtet und sind zum Teil heute noch erhalten (Glinkastraße 16 und Taubenstraße 3). Ein ähnlicher Kirchenbau, die 1737 eingeweihte Böhmische Bethlehems-Kirche, befand sich in unmittelbarer Nähe (heute: Bethlehemkirchplatz).

## Baugeschichte und -beschreibung

### Überblick
Durch die von König Friedrich Wilhelm I. veranlasste Stadterweiterung wurden auch neue Kirchenbauten notwendig. Im August 1737 erfolgte die Grundsteinlegung für die vom neu ernannten Oberlandbaumeister Titus de Favre geplante Dreifaltigkeitskirche. Der unter Beteiligung des Hofmaurermeisters Christian August Naumann errichtete Bau wurde am 30. August 1739 eingeweiht. Die Dreifaltigkeitskirche war für etwa einhundert Jahre der letzte protestantische Kirchenbau in Berlin.
Das Kirchengebäude wurde 1806 während der Besetzung Berlins durch Napoleon zeitweise als Kaserne genutzt.
Eine Taufkapelle sowie eine Vorhalle mit Sakristeianbau entstanden 1885 bis 1886 nach Plänen der Architekten Carl Vohl und Friedrich Schulze. Im Zweiten Weltkrieg brannte bei einem Luftangriff im November 1943 das Innere der Dreifaltigkeitskirche aus. Die zu einem Luftschutzbunker für die NSDAP-Gauleitung ausgebaute Ruine wurde kurz vor Kriegsende durch Straßenkämpfe bis auf die Umfassungsmauern zerstört und 1947 gesprengt.

### Außengestaltung

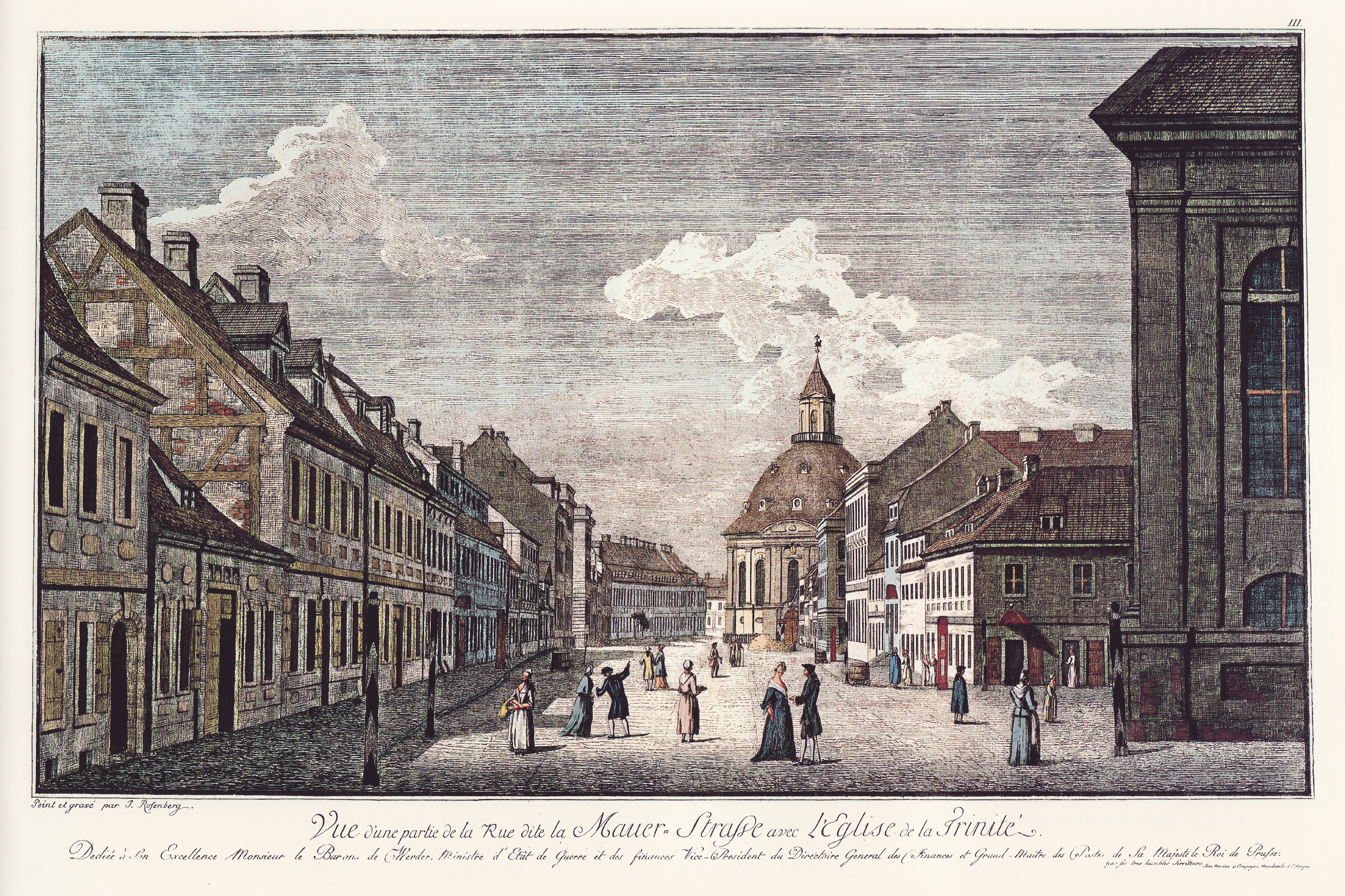
Ansicht der Mauerstraße mit der Dreifaltigkeitskirche, um 1780

Die Dreifaltigkeitskirche war ein Rundbau mit vier kurzen Vorsprüngen, durch die eine Kreuzform angedeutet wurde. Der barocke Sakralbau hatte ein Kuppeldach über einem Zentralbau von 22 Metern Durchmesser. Die mit Ziegeln gedeckte Holzkuppel war mit einer achteckigen Laterne versehen, die als Glockenturm diente.

### Innengestaltung

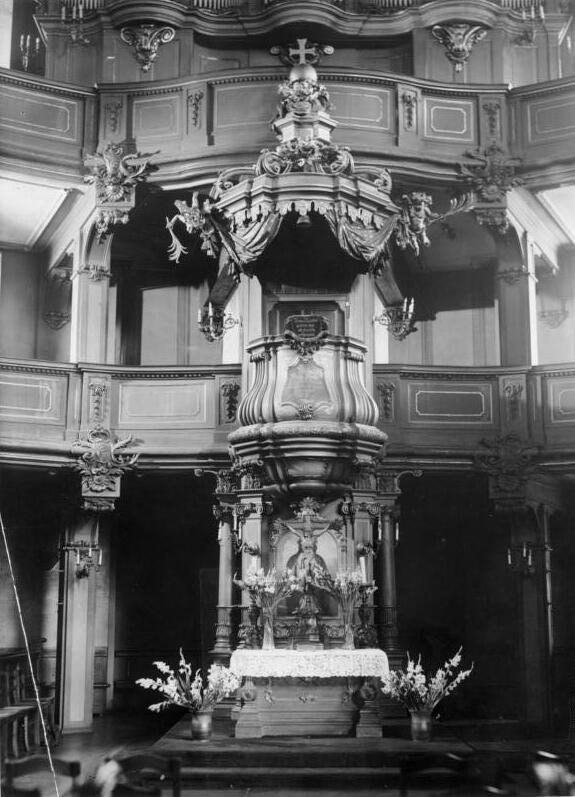
Kanzelaltar der Dreifaltigkeitskirche

Der Kirchensaal war zunächst von drei Emporen umgeben. Die oberste Empore wurde bei einem Umbau durch den Baumeister Adolf Lohse 1864 entfernt.
Der Altarraum an der Ostseite war nicht gesondert herausgearbeitet, er fügte sich in den runden Hauptsaal ein und war damit von allen Seiten gut sichtbar.

## Ausstattung (Auswahl)
An der Ostseite befanden sich übereinander angeordnet Altar, Orgel und Kanzel.
Der Kanzelaltar war ein opulentes Barockschnitzwerk. Die hölzerne Kuppel zeigte als Bildschmuck Darstellungen der vier Evangelisten.
Als erste Orgel diente ein kleines Positiv. Ernst Julius Marx baute 1774/1775 eine Orgel mit 28 Registern auf zwei Manualen und Pedal. 1806 wurde das Instrument durch französische Truppen beschädigt und anschließend repariert. 1895 erfolgte durch Wilhelm Sauer ein Neubau mit pneumatischen Kegelladen hinter dem historischen Gehäuse. Das neue Instrument besaß drei Manuale und 37 Register. Die Firma G. F. Steinmeyer & Co. führte 1936 einen Umbau durch, erweiterte die Orgel auf vier Manuale und 56 Register, elektrifizierte die Traktur und baute eine zweimanualige Chororgel, die vom Hauptspieltisch anspielbar war. Mit der Kirche ging 1943 auch die Innenausstattung verloren.

## Seelsorge und Umgebung
Erster Pfarrer der Dreifaltigkeitskirche wurde auf Anordnung von König Friedrich Wilhelm I. der Pädagoge und Theologe Julius Hecker. In der Dreifaltigkeitskirche predigte der Theologe Friedrich Schleiermacher von 1809 bis 1834. Er konfirmierte zu Ostern 1831 den späteren Reichskanzler Otto von Bismarck. Ernst Dryander war von 1882 bis 1898 Pfarrer. Paul von Hindenburg nutzte die Kirche zur Sonntagsandacht. Dietrich Bonhoeffer predigte in seiner Zeit als Privatdozent und Studentenseelsorger an der Technischen Hochschule Berlin 1932–1933 in den akademischen Gottesdiensten der Dreifaltigkeitskirche. Nach dem Zweiten Weltkrieg fanden Gemeindegottesdienste noch zumindest bis Ende der 1970er Jahre im Gemeindehaus in der Wilhelmstraße 115 statt.
Zur Kirche gehörten die heute immer noch bewirtschafteten Friedhöfe Dreifaltigkeitskirchhof I und Dreifaltigkeitskirchhof II, beide in Kreuzberg, sowie der Dreifaltigkeitskirchhof III in Mariendorf. Ein weiterer, nicht erhaltener Friedhof der Dreifaltigkeitsgemeinde befand sich vor dem Potsdamer Tor.
Wie bereits 1999 am Bethlehemkirchplatz geschehen, wurde auch hier im Rahmen der Umbauarbeiten von Mauer- und Glinkastraße 2008 der Standort und ein Teil des Grundrisses der Kirche in Form eines Pflastermosaiks direkt vor dem Eingang zur Botschaft von Nordkorea wieder sichtbar gemacht.